# دیاتسارون

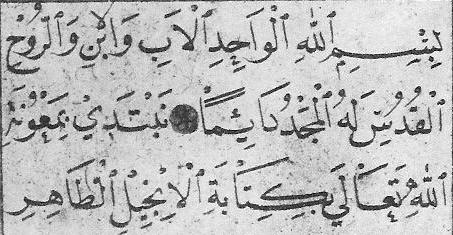
دست‌نوشته Mussai Borg از انجیل دیاتسرون عربی.

دیاتسارون یا دیاتسرون (به یونانی: δια τεσσαρον)، در لغت یونانی به معنی از میان چهار است و در اصطلاح به انجیل دیاتسارون گفته می‌شود و آن انجیلی است به روایت تاتیان سُریانی، که به زبان سریانی و حدوداً در سال ۱۵۰ میلادی نگاشته شده است. در سریانی آن را ܐܘܢܓܠܝܘܢ ܕܡܚܠܛܐ (اونجلیون د محلطا) می‌گویند به معنی انجیل آمیخته در مقابل ܐܘܢܓܠܝܘܢ ܕܡܦܪܫܐ (اونجلیون د مفرشا) به معنی انجیل جداشده (اشاره به انجیل‌های چهارگانه) خوانده می‌شود. این انجیل تا سدهً پنجم میلادی تنها انجیل مورد استفاده کلیسای آشوری بود. و در قرن پنجم به کوشش ربولا (Rabulla) نسخ این انجیل حذف و با انجیل‌های چهارگانه جایگزین شد. نسخ اصلی سریانی این انجیل از میان رفته است و تنها نقل قول‌هایی از آن در میان تفاسیر چند قرن بعدی یافت شده است. از دیاتسرون ترجمه‌ای به فارسی متعلق به سده ۱۳ میلادی موجود است. دهخدا نویسنده (یا مترجم) آن را ایرانی دانسته است.

## ترجمه‌های دیاتسارون
ترجمه‌هایی از دیاتسارون به زبان‌های دیگر انجام شده است. از جمله ترجمه به زبان عربی توسط ابوالفرج ابن الطیب (استادِ استادِ فلسفه بوعلی سینا) در قرن یازده میلادی و ترجمه به زبان فارسی توسط عزالدین محمد بن مظفر در قرن سیزده میلادی که اولین ترجمه انجیل به زبان فارسی است که موجود است. دو ترجمه دیگر نیز به زبان فارسی انجام شده است. و در نیمه دوم سده بیستم نیز این ترجمه فارسی قدیمی به فارسی امروزی برگردانیده شد و به‌نام "فروغ بی‌پایان" منتشر گردید.